# White House Farm
White House Farm è una miniserie televisiva britannica in 6 puntate, trasmessa dal canale ITV a partire dall'8 gennaio 2020.
La miniserie si basa su fatti di cronaca realmente accaduti nell'Essex nel 1985.

## Trama
Essex, 1985: la polizia locale viene allertata nel cuore della notte da una telefonata di Jeremy Bamber, figlio adottivo di una coppia che vive in un'isolata fattoria. Secondo il giovane, il padre gli ha telefonato in una situazione di pericolo e la linea è poi caduta. Ai poliziotti rivela di essere preoccupato perché nella casa in quel momento c'è anche la sorella Sheila (anch'essa figlia adottiva, ma di altra famiglia) e i suoi due figli piccoli. Sheila, ex modella, è psicolabile e in cura con potenti antidepressivi. Quando la polizia fa irruzione, trova tutti e 5 i componenti della famiglia uccisi. L'ispettore capo Taff Jones si affretta a chiudere il caso come omicidio-suicidio, incolpando Sheila della strage, come sembra emergere da un'analisi superficiale e soprattutto dalla testimonianza di Jeremy.
Quando alla fattoria arriva il suo sottoposto, il detective Stan Jones, verso il quale Taff mostra fin da subito una forte avversione, questi scopre ben presto una serie di lacune nella versione di Jeremy e nella frettolosa indagine del suo superiore. Inizia quindi una corsa contro il tempo da parte di Stan, per recuperare prove dalla scena del crimine che viene smobilitata in fretta e furia e per evitare che i corpi vengano cremati, come deciso da Jeremy, ma inutilmente. Jeremy, unico erede di una grande fortuna, è sospettato fin da subito dalla cugina Ann che vede l'innaturale buonumore del ragazzo e i suoi comportamenti sopra le righe, immotivati nel contesto della recente tragedia. Julie, la ragazza di Jeremy, sembra succube della sua personalità e vive la situazione in silenzio ma con grande disagio. Ann confida al detective Jones tutti i suoi dubbi, ma il poliziotto si scontra con l'ottusa fermezza del suo superiore che non vuole assolutamente riaprire il caso.

## Personaggi e interpreti

### Principali
- Jeremy Bamber, interpretato da Freddie Fox, unico sopravvissuto ed erede della famiglia Bamber
- detective Stan Jones, interpretato da Mark Addy, sergente di polizia incaricato di tenere i rapporti con la famiglia delle vittime
- ispettore capo Taff Jones, interpretato da Stephen Graham, responsabile dell'istruttoria sul caso Bamber
- Ann Eaton, interpretata da Gemma Whelan, cugina di Jeremy e sua socia nella gestione di un parcheggio di camper di proprietà della famiglia
- Colin Caffell, interpretato da Mark Stanley, ex marito di Sheila e padre dei due bambini uccisi
- Julie Mugford, interpretata da Alexa Davies, fidanzata di Jeremy
- Brett Collins, interpretato da Alfie Allen, amico di Jeremy